# Franz Ferdinand
Franz Ferdinand je škotska rock skupina, ki je nastala leta 2001 v Glasgowu. Imenuje se po avstrijskem nadvojvodi Francu Ferdinandu. 

## O skupini
Skupino sestavljajo Alex Kapranos (glavni vokal in kitara), Bob Hardy (bas kitara), Nick McCarthy (ritem kitara, klaviature, spremljevalni vokal) in Paul Thomson (bobni, spremljevalni vokal).
Prvi uspeh je skupina doživela z drugim singlom »Take Me Out«, ki mu je sledil debitantski album Franz Ferdinand, izdan februarja 2004. Album je  prodal več kot 3.6 milijona izvodov po celem svetu. Skupina je dobila veliko nagrad, med drugim tudi za najboljšo britansko skupino in najboljši album.
Skupina se je večino leta 2005 ukvarjala s snemanjem drugega albuma, ki je izšel 3. oktobra istega leta pod naslovom You Could Have It So Much Better. Največja uspešnica s tega albuma je bil singel »Do You Want To«.
Že od leta 2007 pa skupina snema svoj tretji album z naslovom Tonight, ki naj bi izšel januarja 2009.

## Diskografija

### Albumi
- Franz Ferdinand (2004)
- You Could Have It So Much Better (2005)
- Tonight: Franz Ferdinand (2009)
- Right Thoughts, Right Words, Right Action (2013)
- Always Ascending (2018)
- The Human Fear (2025)

### EP-ji
- Darts of Pleasure (2003)